# Tammin Sursok
Tammin Pamela Sursok (* 19. srpna 1983 Johannesburg) je jihoafrická herečka, zpěvačka a skladatelka. Nejvíce známá je díky svým rolím v Home and Away, The Young and the Restless a roli Jenny Marshall v Prolhaných kráskách. V roce 2005 vydala své jediné album Whatever Will Be.

## Biografie

### Brzký život
Tammin Sursok se narodila Darylovi a Julie Sursok v Johannesburgu v Jihoafrické republice. Když jí byly 4 roky emigrovali do Sydney v Austrálii. V mladém věku začala vystupovat se Sydney Youth Musical Theatre, kde objevila svůj zájem o herectví, hudbu a tanec. Odmaturovala na Trinity Speach and Drama College. Vzdělávala se na Ravenswoodské škole pro dívky, v Gordonu, Sydney, kde studovala řeč a drama. V roce 1999 získala roli v australské telenovele Home and Away.

### Osobní život
24. srpna 2011 si Tammin vzala svého přítele, herce, producenta a řežiséra Seana McEwena ve Florencii v Itálie.  V dubnu 2013 přiznala, že film Sleeping Around, byl natáčet uprostřed její svatby. 8. října 2013 se jim narodila jejích první dcera Phoenix Emmanuel. Mají tři psy Tigera, Charlieho a Sydney. 

## Kariéra

### Herectví
V roce 2000 byla obsazena do role v australské telenovele Home and Away. Ten samý rok získala cenu Logie Award v kategorii "Nejlepší nový ženský talent". V roce 2014 seriál opustila, aby se mohla věnovat hudbě. Ten samý rok byla nominovaná na Australana roku. V roce 2006 se přestěhovala do Los Angeles v Kalifornii, kde se soustředila na herectví. Ten samý rok debutovala ve filmu Aquamarine. Následující rok se objevila v CBS seriálu Rules of Engagement. Ten samý rok podstoupila úspěšně konkurz na americké telenovely The Young and the Restless. Následující rok byla nominovaná na cenu Daytime Emmy Award v kategorii "Úžasná mladá herečka v drama seriálu". V roce 2009 bylo ohlášeno, že seriál opouští, aby se mohla věnovat novým příležitostem.
V roce 2009 se objevila v muzikálním filmu stanice Nickelodeon Spectacular!. Pro film Tammin nahrála tři songy pro soundtrack filmu, který debutoval na 44. místě na žebříčku US Billboard Hot 100. Film měl premiéru 16. února 2013 a sledovala ho 3,7 milion diváků. Spectacular! obdržel směs různé kritiky. Od července 2010 do ledna 2011 se objevovala v Disney Channel seriálu Hannah Montana. Objevila se v 8 epizodách.
V roce 2010 byla obsazena do role Jenny Marshall v seriálu stanice ABC Family Prolhané krásky. Premiéru seriálu sledovalo přes 2,47 milionů diváků. V červnu 2013 bylo oznámeno, že bude pokračovat v roli Jenny, i přes její těhotenství.

### Hudba
Její debutový singl "Pointless Relationship" byl zveřejněn 14. listopadu 2014 a debutoval v top 10 v australském žebříčku ARIA. Na žebříčku se držel v top 40 patnáct týdnů a singl se stal platinovým. Během let 2004 a 2005 nahrávala své debutové album "Whatever Will Be" pod nahrávací společností Sony BMG Records. Její písnička "Whatever Will Be" byl uveřejněn 28. března 2005. Později byl přezpíván americkou zpěvačkou Vanessou Hudgens pro její debutové album. Celé album bylo uveřejněno 22. května 2005 a obdrželo pozitivní kritiku. Její třetí a poslední singl "It's a Beautiful Thing" byl uveřejněn 24. července 2005. Umístil se na 30. místě na australském ARIA žebříčku a v top 100 vydržel 12 týdnů.
V roce 2009 se objevila v muzikálovém filmu stanice Nickelodeon Spectacular!. Soundtrack byl zveřejněn 3. února 2009. Tammin nazpívala sedm písniček, dvě sóla. Album se umístilo na 44. místě v žebříčku Billboard 200.
V roce 2014 uveřejnila se zpěvákem Joem Brooksem jejich společnou cover verzi písničky od A Great Big World Say Something.

## Filmograife
| Rok  | Název                        | Role              | Poznámky            |
| ---- | ---------------------------- | ----------------- | ------------------- |
| 2006 | Aquamarine                   | Marjorie          |                     |
| 2009 | Imigranti                    | Rosalyn           |                     |
| 2009 | Albino Farm                  | Stacey            |                     |
| 2009 | The Unknown                  | Chance            | krátkometrážní film |
| 2009 | Neighbors Are Friends        | Madeline James    | krátkometrážní film |
| 2010 | Flicka 2                     | Carrie McLaughlin | vydáno přímo na DVD |
| 2011 | Husk                         | Natalie           |                     |
| 2013 | Driving by Braille           | Sarah Corso       | vydáno přímo na DVD |
| 2013 | 10 Rules for Sleeping Around | Kate Oliver       |                     |
| 2014 | Cam2Cam                      | Allie Westbrook   |                     |

| Rok     | Název                         | Role            | Poznámky                                    |
| ------- | ----------------------------- | --------------- | ------------------------------------------- |
| 2000–04 | Home and Away                 | Dani Sutherland | 297 dílů                                    |
| 2004    | Rove Live                     | Samu sebe       | 1 díl                                       |
| 2007    | Pravidla zasnoubení           | Žena            | 1 díl                                       |
| 2007–09 | Mladí a neklidní              | Colleen Carlton | 165 dílů                                    |
| 2008    | Ochrana svědků                | Nicole          | 1 díl                                       |
| 2009    | Spectacular!                  | Courtney        | televizní film                              |
| 2010–11 | Hannah Montana                | Siena           | 8 dílů vedlejší role (4. série)             |
| 2010–17 | Prolhané krásky               | Jenna Marshall  | 51 dílů vedlejší role (1.–5. sére,7. série) |
| 2012    | Airship Dracula               | Amelia          | televizní limitovaný seriál                 |
| 2015    | Bound & Babysitting           | Maggie          | televizní film                              |
| 2016    | You May Now Kill the Bride    | Audrey          | televizní film                              |
| 2016    | Girlfriends of Christmas Past | Livvy Beal      | televizní film                              |